# Indoor Meeting Karlsruhe
Indoor Meeting Karlsruhe — международные легкоатлетические соревнования, которые ежегодно проводятся в Карлсруэ (Германия). Соревнования ежегодно проводятся на спортивной арене Europahalle в конце января или начале февраля с 1985 года. Входят в серию соревнований IAAF Indoor Permit Meetings.

## Мировые рекорды
За годы проведения соревнований, были установлены следующие мировые рекорды.
| Год  | Вид                   | Рекорд        | Атлет               | Гражданство |
| ---- | --------------------- | ------------- | ------------------- | ----------- |
| 2008 | 60 метров с барьерами | 7.68 — WR     | Сюзанна Каллур      | Швеция      |
| 1998 | 3000 метров           | 7:26.15 — WR* | Хайле Гебреселассие | Эфиопия     |

## Рекорды соревнований

### Мужчины
| Вид             | Рекорд  | Атлет                  | Гражданство       | Дата            |
| --------------- | ------- | ---------------------- | ----------------- | --------------- |
| 60 метров       | 6.45    | Рональд Погнон         | Франция           | 13 февраля 2005 |
| 200 метров      | 20.61   | Тобиас Унгер           | Германия          | 13 февраля 2005 |
| 300 метров      | 32.19   | Робсон Ситано да Силва | Бразилия          | 24 февраля 1989 |
| 400 метров      | 46.11   | Томас Шёнлебе          | ГДР               | 11 февраля 1990 |
| 800 метров      | 1:44.15 | Юрий Борзаковский      | Россия            | 27 января 2001  |
| 1000 метров     | 2:17.01 | Мехди Баала            | Франция           | 13 февраля 2005 |
| 1500 метров     | 3:33.08 | Даниэль Комен          | Кения             | 13 февраля 2005 |
| 1 миля          | 3:53.74 | Йенс-Петер Херольд     | Германия          | 1 марта 1994    |
| 2000 метров     | 4:56.23 | Йенс-Петер Херольд     | Германия          | 6 марта 1993    |
| 3000 метров     | 7:26.15 | Хайле Гебреселассие    | Эфиопия           | 25 января 1998  |
| 60 метров с/б   | 7.38    | Аллен Джонсон          | США               | 22 февраля 1995 |
| Прыжок в высоту | 2.31 м  | Трой Кемп              | Багамские Острова | 1 марта 1994    |
| Прыжок с шестом | 5.83 м  | Рено Лавиллени         | Франция           | 2 февраля 2013  |
| Прыжок в длину  | 8.38 м  | Ларри Майрикс          | США               | 7 февраля 1998  |
| Тройной прыжок  | 17.46 м | Ядел Грегорио          | Бразилия          | 15 февраля 2004 |
| Толкание ядра   | 21.27 м | Томаш Маевский         | Польша            | 12 февраля 2012 |